# Hindenburgpark (Hamburg)
Der Hindenburgpark ist eine direkt an der Elbe gelegene Parkanlage im Hamburger Stadtteil Othmarschen.
Die im englischen Stil gestaltete Anlage befindet sich im Hamburger Bezirk Altona an der Elbchaussee 247–265 und ist von unregelmäßigem Grundriss. Der vor einer Teilparzellierung in den 1930er Jahren größere Park verfügt heute noch über eine Breite an der Chaussee von etwa 75 und an der Elbe (Hans-Leip-Ufer) von circa 100 Metern. Bei einer Tiefe von ebenfalls rund 100 Metern fällt das Gelände abgeböscht um gut 25 Meter (von 23,5 bzw. 27 Meter NN auf 4,9 bzw. 8,3) ab.